# Mesotherium
Mesotherium, noto anche come Typotherium, è un genere estinto di mammiferi notoungulati, appartenente ai tipoteri. Visse nel Pleistocene medio (circa 1,2 - 0,2 milioni di anni fa) e i suoi resti fossili sono stati ritrovati in Sudamerica.

## Descrizione
Questo animale era di grandi dimensioni, soprattutto se rapportato agli altri tipoteri, e poteva raggiungere la taglia di un montone; il peso doveva aggirarsi intorno ai 55 chilogrammi, e il solo cranio poteva superare i 20 centimetri di lunghezza. 

### Cranio
Il cranio era molto basso e depresso, ma insieme con la mandibola la testa si elevava considerevolmente, e l'aspetto generale ricordava vagamente quello di un bulldog. A causa dei grandi incisivi, il cranio assomigliava però a quello di un castoro gigante (gen. Castoroides). L'orbita era in posizione centrale nel cranio; l'arcata zigomatica era molto sviluppata, in particolare nella zona anteriore, e andava a sviluppare lungo il lato dell'osso mascellare una superficie d'inserzione per il muscolo massetere molto simile a quella dei roditori sciuromorfi. L'estremità posteriore dell'arcata zigomatica era molto elevata, così come l'orifizio uditivo. Visto dall'alto, il cranio si restringeva bruscamente appena davanti all'arcata zigomatica, e andava a formare un muso stretto che contribuiva a dare all'animale un aspetto da roditore. La mandibola era corta e molto elevata.
La dentatura era ridotta: la formula dentaria era 1/2, 0/0, 2/1, 3/3. Tutti i denti possedevano una corona alta (ipsodonti). Gli incisivi superiori erano molto robusti, e la loro corona era appiattita in senso antero-posteriore; la corona, inoltre, era molto ricurva. I secondi incisivi inferiori erano simili, ma più piccoli, vagamente simili a quelli dei conigli. Questi denti erano disposti in maniera tale che sembravano più adatti a tagliare che a rodere: il loro aspetto era infatti troncato e non smussato. La forma dell'articolazione glenoide, tuttavia, non permetteva movimenti antero-posteriori notevoli. I molari allungati formavano un angolo acuto anteriore ed erano dotati di tre lobi separati da due valli interne. Mesotherium era caratterizzato dalla presenza di smalto sulla superficie labiale e linguale degli incisivi, mentre i roditori sono dotati di smalto solo nella superficie labiale. 

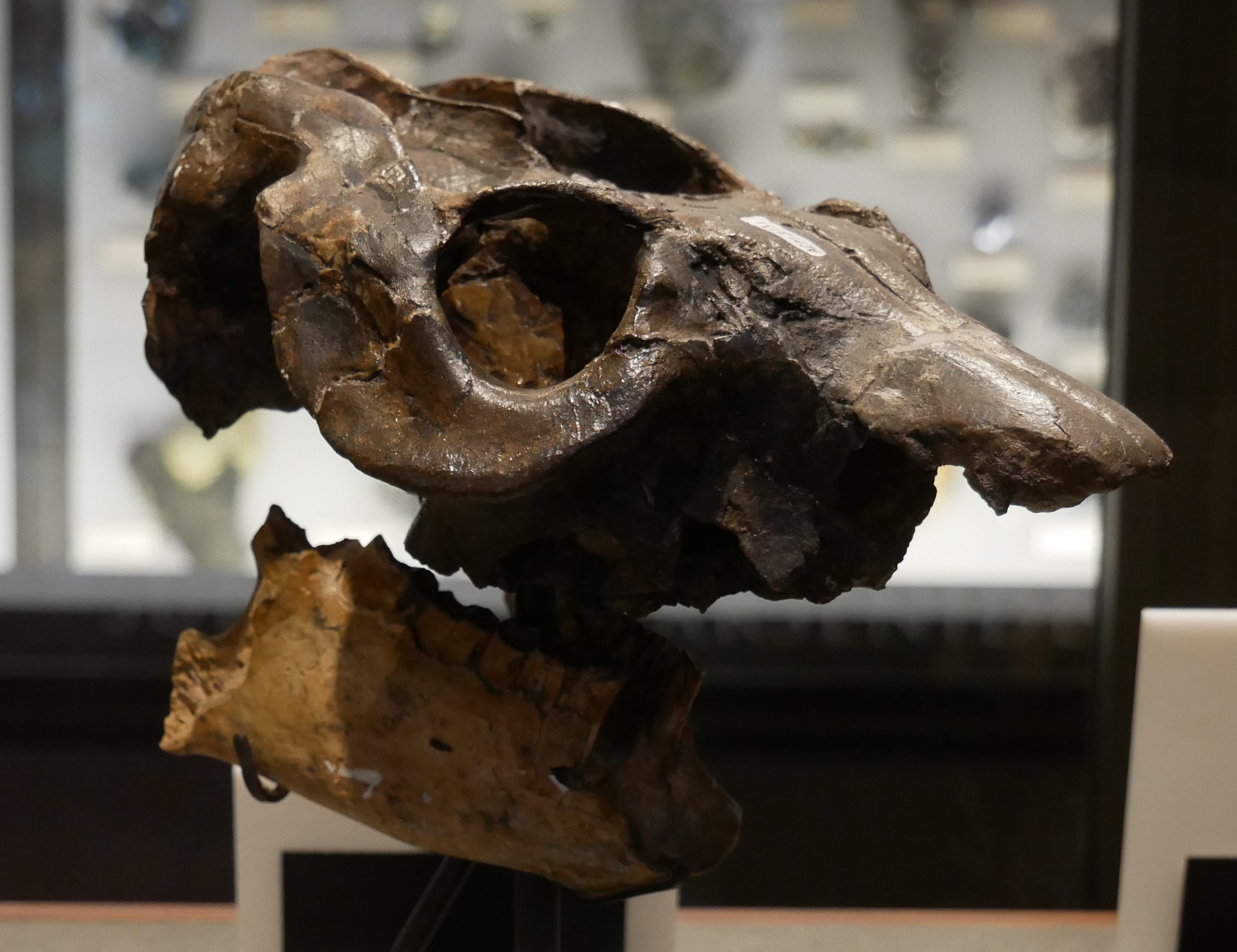
Cranio e mandibola di Mesotherium cristatum

### Scheletro postcranico
Lo scheletro postcranico era caratterizzato da una scapola robusta, con un acromion ben sviluppato. L'omero era dotato di forti creste per l'inserzione dei muscoli e con un'estremità distale ingrandita. Il radio e l'ulna erano separati. L'osso sacro era allungato e strettamente saldato al bacino; gli ilei erano allargati e divergenti. La mano era a cinque dita, mentre il piede era dotato di quattro dita. Le falangi ungueali erano strette e, nella mano, formavano veri e propri artigli; nel piede, invece, erano un po' più larghi. L'articolazione della caviglia di Mesotherium era costituita da una disposizione di tipo "giunto a sfera" tra l'astragalo e il navicolare, così come di un'articolazione a scorrimento della giuntura calcaneo-cuboide: ciò avrebbe causato un'estensione - flessione della caviglia, così come un movimento di supinazione - pronazione del piede. A causa di questo, nel 1905 Florentino Ameghino ipotizzò la presenza di un grande dito nei piedi di Mesotherium, ipotesi riaffermata l'anno seguente.

## Classificazione
Mesotherium è il genere eponimo dei Mesotheriidae, una famiglia di tipoteri i cui rappresentanti raggiunsero dimensioni notevoli e spiccate specializzazioni. Mesotherium fu anche l'ultimo e più grande dei tipoteri.
La tassonomia di questo animale è particolarmente complicata. Il nome Mesotherium venne dato da Etienne Serres nel 1867, per descrivere un animale fossile sudamericano dalla struttura e dalle proporzioni intermedie tra quelle dei roditori e quelle dei pachidermi; il nome Mesotherium significa appunto "bestia di mezzo". Precedentemente, i fossili della stessa specie erano stati descritti informalmente da Bravard come Typotherium ("bestia tipo"): Bravard pensava che da questo animale sarebbero poi discesi i vari gruppi di mammiferi attuali. Per lungo tempo il nome con cui fu conosciuto questo animale fu quindi Typotherium; solo nel 1980 il nome Mesotherium venne dichiarato valido, anche se Typotheria venne conservato come nome del sottordine.
La specie tipo di questo genere è Mesotherium cristatum, del Pleistocene dell'Argentina. Al genere Typotherium sono state attribuite altre specie: T. hystatum, T. maendrum, T. pachygnathum. Uno studio del 2022, tuttavia, ha indicato che le presunte variazioni tra le varie specie sarebbero da attribuire a variazioni intraspecifiche dovute a ontogenesi (Fernandez-Monescillo et al., 2022).

## Paleobiologia
Gli incisivi di Mesotherium erano in grado di tagliare piante particolarmente dure, che venivano poi triturate dai possenti molari a corona alta. Sembra che Mesotherium fosse un animale fossorio; probabilmente scavava tane e dissotterrava radici di cui si nutriva.